# Stazione appaltante
La  stazione appaltante, secondo la legge italiana e specificatamente nel codice dei contratti pubblici, indica una pubblica amministrazione aggiudicatrice o altro soggetto di diritto, che affida appalti pubblici di lavori, forniture o servizi oppure concessioni di lavori pubblici o di servizi.

## Definizione e attività
La stazione appaltante è un soggetto pubblico che bandisce procedure di gara.
La centrale di committenza è quel soggetto pubblico a cui viene delegato il ruolo di stazione appaltante per altri soggetti pubblici centralizzando così gli acquisti e permettendo di risparmiare (ad es. compro computer per tutti, ne compro tanti ed ottengo prezzi migliori). Le procedure di acquisizione sono sottoposte alla disciplina del codice dei contratti pubblici.

## Qualificazione
Il comma d) dell'art. 3 del codice, precisa che per organismo di diritto pubblico s'intende qualsiasi organismo, anche in forma societaria:
- sia istituito per soddisfare specificatamente esigenze di interesse generale, aventi carattere non industriale o commerciale;
- sia dotato di personalità giuridica;
- la sua attività sia finanziata in modo maggioritario dallo Stato, dagli enti pubblici territoriali o da altri organismi di diritto pubblico, oppure la cui gestione sia soggetta al controllo di questi ultimi oppure il cui organo d'amministrazione, di direzione o di vigilanza sia costituito da membri dei quali più della metà è designata dallo Stato, dagli enti pubblici territoriali o da altri organismi di diritto pubblico.

## Altri soggetti aggiudicatori
Oltre alle amministrazioni aggiudicatrici, sono stazioni appaltanti taluni soggetti, anche privati, allorché affidino appalti contemplati nell'art. 32 del D. Lgs. n. 163/2006. Si possono ricordare:
- i concessionari di lavori pubblici quando affidano lavori;
- le società con capitale pubblico, anche non maggioritario, che non sono organismi di diritto pubblico e hanno a oggetto della loro attività la realizzazione di lavori o opere, ovvero la produzione di beni o servizi, non destinati a essere collocati sul mercato in regime di libera concorrenza, quando affidano lavori, servizi e forniture;
- i soggetti privati che affidano lavori di edilizia relativi a ospedali, impianti sportivi, ricreativi e per il tempo libero, edifici scolastici e universitari, edifici destinati a funzioni pubbliche amministrative, di importo superiore a 1000000 € (nonché servizi connessi di importo pari o superiore a 211000 €), per la cui realizzazione sia previsto, da parte di amministrazioni aggiudicatrici, un contributo diretto e specifico, in conto interessi o in conto capitale che, attualizzato, superi il 50% dell'importo dei lavori;
- i concessionari di servizi che affidano lavori pubblici strettamente strumentali alla gestione del servizio, se le opere pubbliche diventano di proprietà dell'amministrazione aggiudicatrice;
- i soggetti privati, titolari di permesso di costruire, che assumono in via diretta l'esecuzione delle opere di urbanizzazione a scomputo totale o parziale del contributo previsto per il rilascio del permesso, quando affidano i relativi lavori.